# Vide (chanson)
 (décembre 2012).
Si vous disposez d'ouvrages ou d'articles de référence ou si vous connaissez des sites web de qualité traitant du thème abordé ici, merci de compléter l'article en donnant les références utiles à sa vérifiabilité et en les liant à la section « Notes et références ».
Pour les articles homonymes, voir Vide.
Singles de Patrick Bruel
Marre de cette nana-là
(1984)
Vide, avec une face B ayant pour titre Jusqu'au bout, est le premier 45 tours enregistré par Patrick Bruel paru en 1982 chez Barclay. Patrick Bruel a alors 23 ans et s'est fait connaître en tant qu'acteur en 1979 grâce au film  d'Alexandre Arcady Le Coup de sirocco,. 
Il se lance dans la chanson (il voulait devenir chanteur après avoir vu Michel Sardou à l'Olympia) en signant chez Barclay et enregistre ce 45 tours, passé inaperçu.
Il attendra 1984 avec Marre de cette nana-là pour que sa carrière musicale soit lancée.